# Église de Chilgol

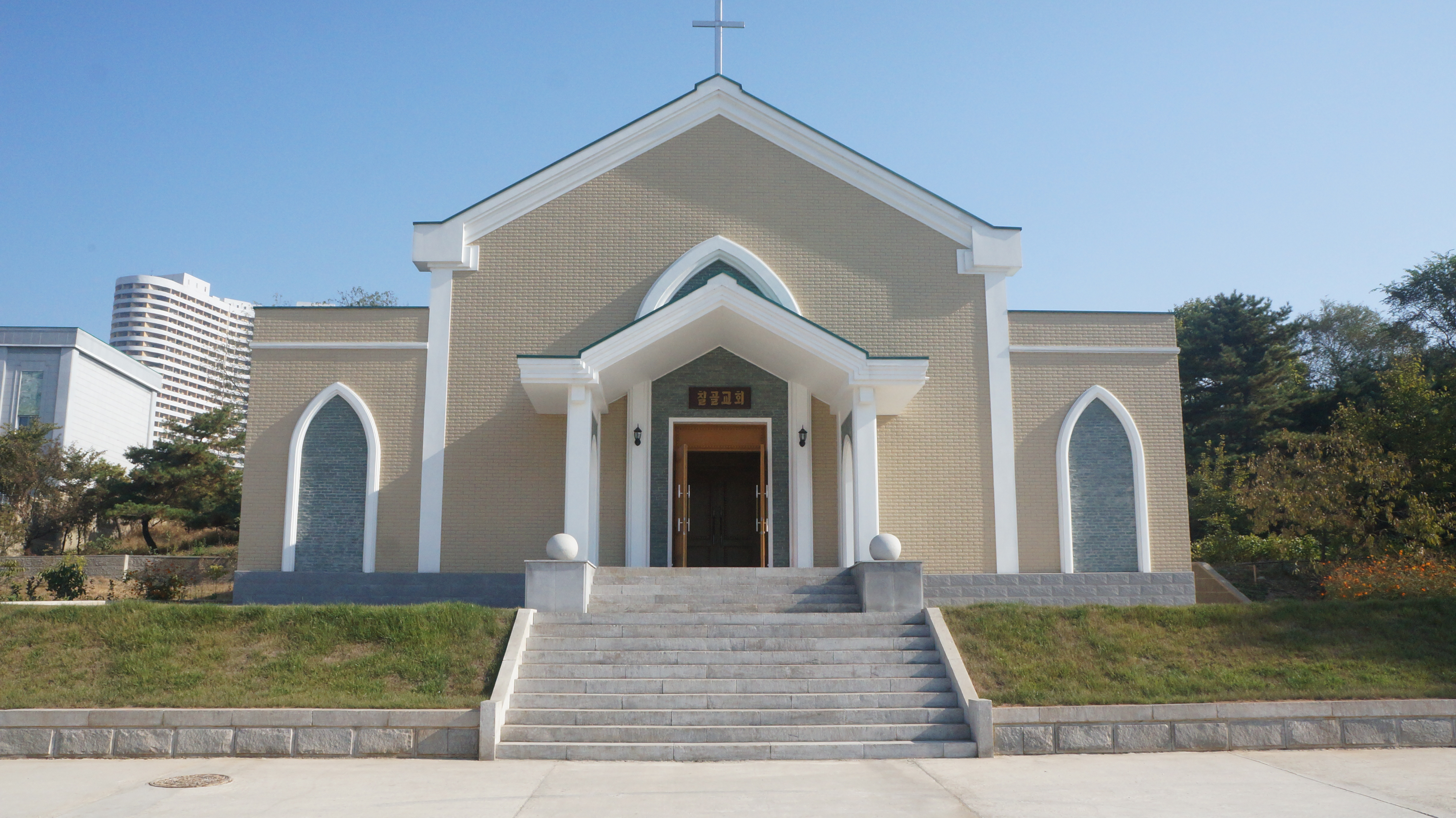
Église de Chilgol

L'église de Chilgol est une des deux églises protestantes de Corée du Nord, elle est située à Kwangbok, dans l'ouest de Pyongyang. Fondée en 1899, elle est détruite en juin 1950 au début de la guerre de Corée par un bombardement américain meurtrier. C'est l'église presbytérienne où Kang Pan-sok (1892-1932), la mère de Kim Il-sung, était diacre. 
Reconstruite dans le même style en 1989 et placée sous l'égide de la Fédération des chrétiens de Corée, elle accueille également les religieux en visite officielle et les étrangers travaillant à Pyongyang, diplomates ou membres d'organisations internationales. On y célèbre la morale, l'amour de la patrie, la concorde nationale et des prières y sont adressées pour la réunification du pays.
L'église de Chilgol est considérée comme un symbole de l'agression impérialiste occidentale et est haïe par certains habitants de Pyongyang. Elle est considérée par les missionnaires sud-coréens comme un instrument de la propagande d'État.
Le pasteur sud-coréen Han Sang-ryeol s'est rendu dans cette église le 28 juin 2010. Son séjour en Corée du Nord n'ayant pas été autorisé par son gouvernement, il a été condamné à cinq ans de prison à son retour en Corée du Sud.